# Districte d'Évry
El Districte d'Évry és un dels tres districtes amb què es divideix el departament francès de l'Essonne, a la regió de l'Illa de França. Té 10 cantons i 52 municipis. La capital del districte és la prefectura d'Évry.

## Composició

### Cantons
- Corbeil-Essonnes
- Draveil
- Épinay-sous-Sénart
- Évry
- Mennecy (en part)
- Ris-Orangis (en part)
- Sainte-Geneviève-des-Bois (en part)
- Vigneux-sur-Seine
- Viry-Châtillon
- Yerres

### Municipis
Els municipis del districte d'Évry, i el seu codi INSEE, son:
1. Auvernaux (91037)
2. Ballancourt-sur-Essonne (91045)
3. Boigneville (91069)
4. Bondoufle (91086)
5. Boussy-Saint-Antoine (91097)
6. Brunoy (91114)
7. Buno-Bonnevaux (91121)
8. Champcueil (91135)
9. Chevannes (91159)
10. Corbeil-Essonnes (91174)
11. Courances (91180)
12. Courcouronnes (91182)
13. Courdimanche-sur-Essonne (91184)
14. Crosne (91191)
15. Dannemois (91195)
16. Draveil (91201)
17. Écharcon (91204)
18. Épinay-sous-Sénart (91215)
19. Étiolles (91225)
20. Évry (91228)
21. Fleury-Mérogis (91235)
22. Fontenay-le-Vicomte (91244)
23. Gironville-sur-Essonne (91273)
24. Grigny (91286)
25. Le Coudray-Montceaux (91179)
26. Lisses (91340)
27. Maisse (91359)
28. Mennecy (91386)
29. Milly-la-Forêt (91405)
30. Moigny-sur-École (91408)
31. Montgeron (91421)
32. Morsang-sur-Orge (91434)
33. Morsang-sur-Seine (91435)
34. Nainville-les-Roches (91441)
35. Oncy-sur-École (91463)
36. Ormoy (91468)
37. Prunay-sur-Essonne (91507)
38. Quincy-sous-Sénart (91514)
39. Ris-Orangis (91521)
40. Saint-Germain-lès-Corbeil (91553)
41. Saint-Pierre-du-Perray (91573)
42. Saintry-sur-Seine (91577)
43. Soisy-sur-École (91599)
44. Soisy-sur-Seine (91600)
45. Tigery (91617)
46. Varennes-Jarcy (91631)
47. Vert-le-Grand (91648)
48. Vert-le-Petit (91649)
49. Vigneux-sur-Seine (91657)
50. Villabé (91659)
51. Viry-Châtillon (91687)
52. Yerres (91691)